# Smal vlieszaad
Het smal vlieszaad (Corispermum intermedium, synoniemen: Corispermum leptopterum, Corispermum pallasii) is een eenjarige plant uit de amarantenfamilie (Amaranthaceae). De plant komt in het westen van het Middellandse Zeegebied, Midden-Europa en langs de West-Europese kust. Smal vlieszaad staat op de Nederlandse Rode lijst van planten als zeldzaam en stabiel of in aantal toegenomen. Het aantal chromosomen 2n = 18.
De bruinwollig behaarde plant wordt 10-60 cm hoog en heeft vanaf de grond breed vertakte, dofgroene en later vaak purperrood aangelopen stengels. De smal lijnvormige, eennervige, zittende bladeren hebben een zachte stekelpunt. Het zaad wordt verspreid doordat de dode plant bij de wortelhals afbreekt en door de wind over het zand wordt geblazen.
Het smal vlieszaad bloeit in juli en augustus met dichte of verlengde bloeiwijzen. De groenige bloemen zitten in lange, in de bladoksels zittende aren. De bloem hebben twee stijlen en  één tot drie doorzichtige schubben.
De smal gevleugelde, breed-eivormige vrucht is een eenzadige dopvrucht met een tot 0,4 brede vliezige rand en heeft aan de niet uitgerande top twee stekelpunten. De vlakke, toegespitste schutbladen bedekken de vruchten bijna helemaal. Het zaad bevat perisperm. Het kiempje is hoefijzervormig.

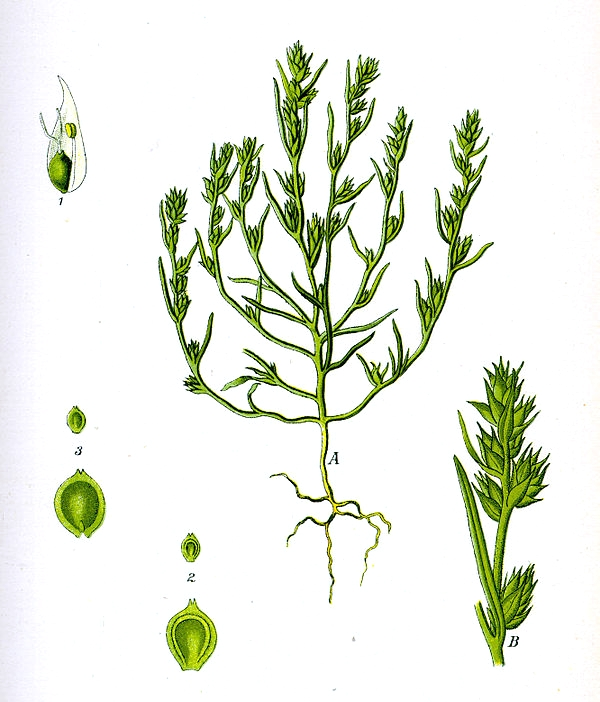
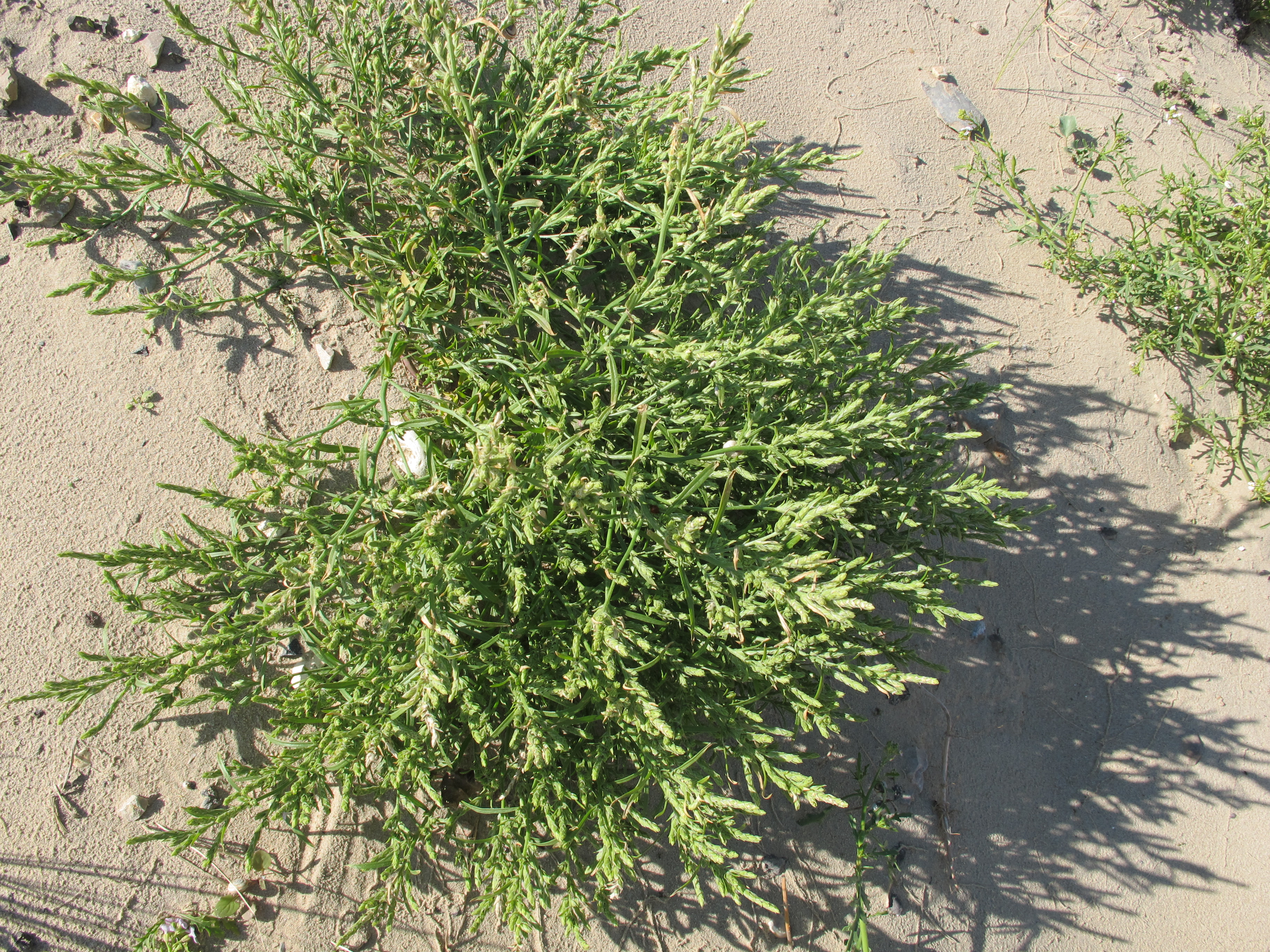
Plant
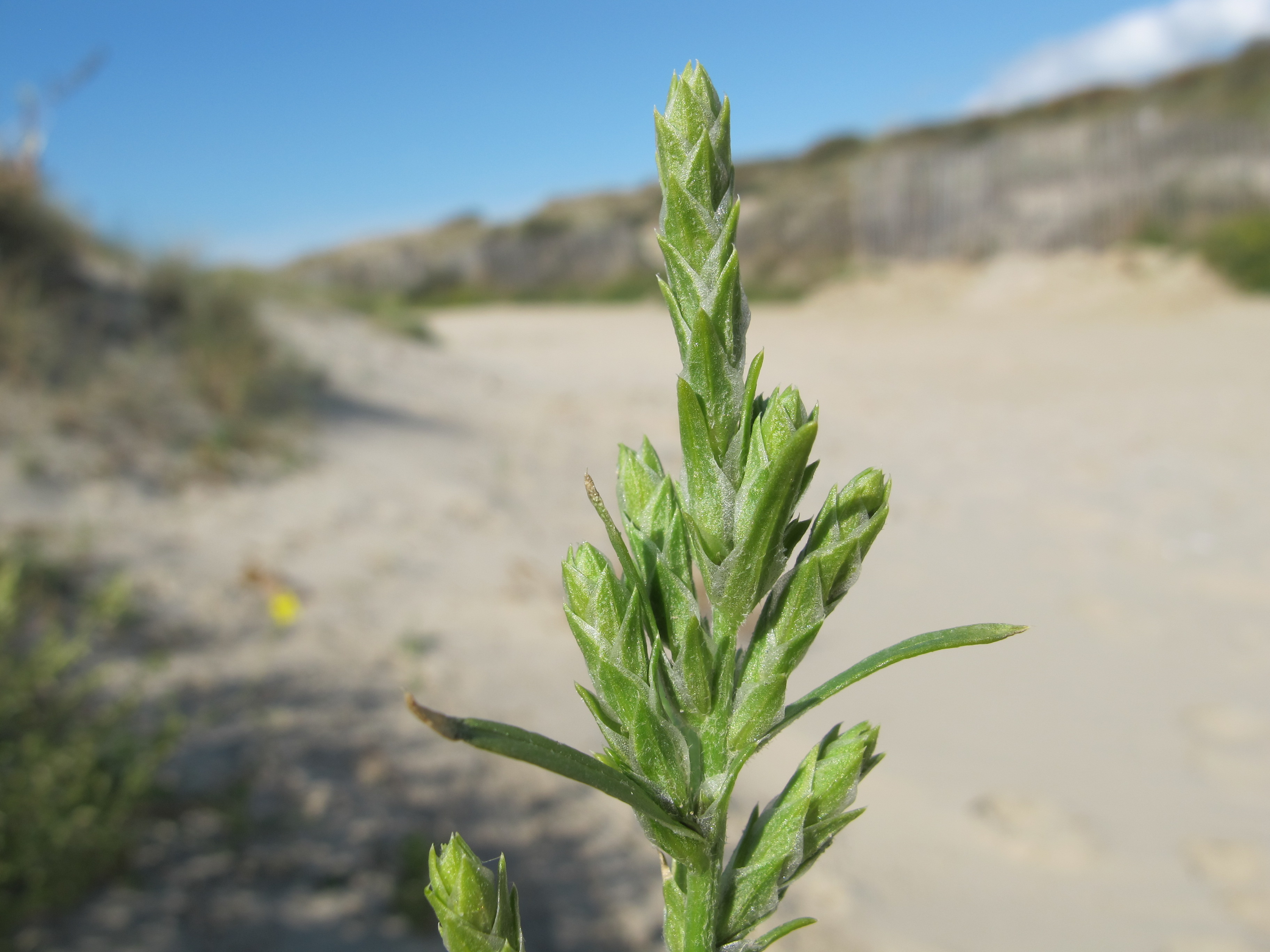
Bloeiwijze
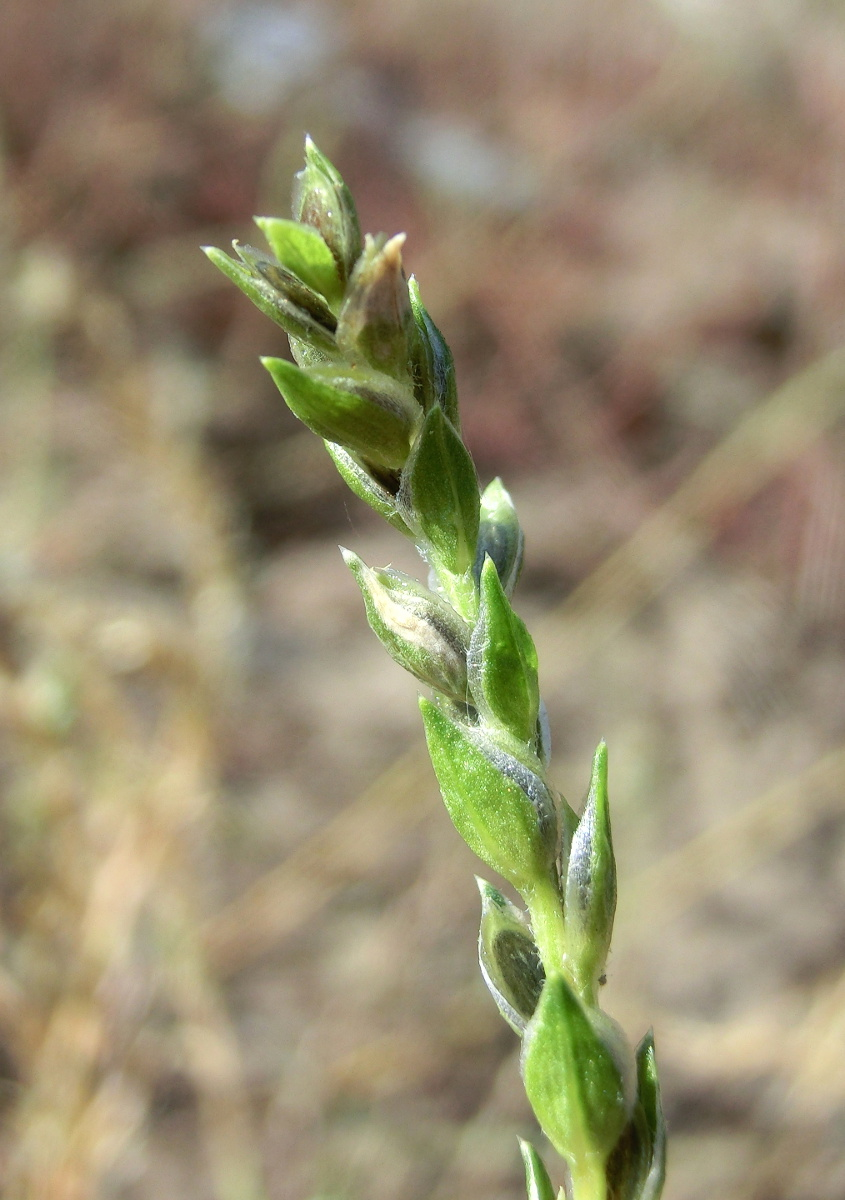
Vruchten tussen de schutbladen

## Ecologie en verspreiding
Smal vlieszaad staat op open en zonnige, droge en vrij voedselarme, stikstofhoudende en kalkrijke bodems, bestaande uit vrij grof of sterk waterdoorlatend zand, vaak gemengd met grind, schelpgruis of gruisachtige grond. De eenjarige plant groeit op opgespoten grond en rivierstrandjes, in spoorbermen en op spoorwegterreinen, op kale zandvlakten van industrie- en haventerreinen, op gestoorde plekken in de duinen, in kalkrijke ruigten, bermen en in zandgroeven, in akkers en op ruderale plaatsen. Het is een typisch Europees taxon dat sinds 1900 in Nederland is ingeburgerd. De soort is vrij algemeen in de Hollandse en Zeeuwse duinen, in Zeeland, het rivierengebied en plaatselijk in het Maritieme district en is elders zeer zeldzaam.